# 페트르 코르다
페트르 코르다(체코어: Petr Korda, 1968년 1월 23일 ~ )는 체코의 테니스 선수이다.